# Бабушкинское кладбище

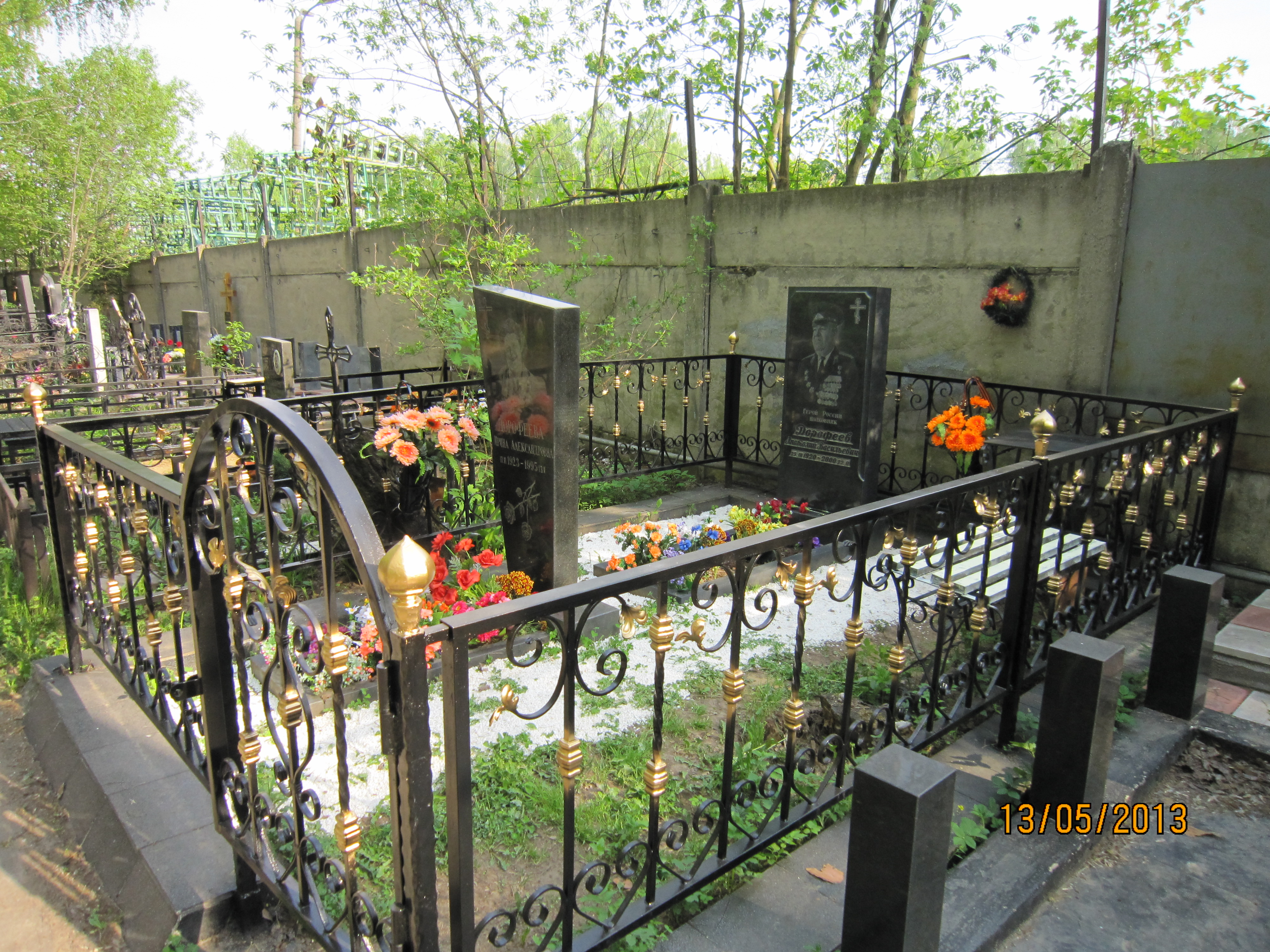
Памятник Герою России Дорофееву А. В.(1920—2000)

Ба́бушкинское кладбище — кладбище на северо-востоке Москвы в Ярославском районе Северо-восточного административного округа.
Недалеко находится Храм мучеников Адриана и Натальи, построенный в 1914—1916 годах.

## Описание
Находится на Ярославском шоссе, близ улицы Проходчиков и улицы Вешних Вод, граничит с заповедником Лосиный остров. Бабушкинское кладбище основано в 1913 году около деревни Бородино (вблизи города Лосиноостровска и деревни Медведково). В 1939 году Лосиноостровск был переименован в город Бабушкин, с 1960 года — в черте Москвы. Площадь кладбища — 11 га. Входит в состав ГУП «Ритуал». В 2011 году выявлено, что кладбище незаконно захватило участок территории Лосиного острова.
Некрополь закрыт для новых захоронений. 
Адрес: 129347, Москва, Ярославское шоссе, владение 52.

## Примечательные захоронения
На кладбище рядом с братской могилой установлена табличка с указанием примечательных захоронений. Четыре из них входят в региональный список объектов культурного наследия как памятники истории.
- Березовский Ефим Матвеевич — Герой Советского Союза — участок старого кладбища
- Болякин Павел Иванович — полный кавалер ордена Славы — участок старого кладбища
- Щербаков Арсентий Арсентьевич — Герой Советского Союза — участок №20 (памятник истории)
- Козленко Пётр Алексеевич — Герой Советского Союза — участок №24
- Коростелёв Пётр Иванович — Герой Советского Союза — участок №24
- Гришин Алексей Никонович — Герой Советского Союза — участок №6 (памятник истории)
- Шолохов Дмитрий Дмитриевич — Герой Советского Союза — участок №17 (памятник истории)
- Кучумов Александр Михайлович — Герой Советского Союза — участок №19 (памятник истории)
- Ефимов Сергей Дмитриевич — Герой Советского Союза — участок №20
- Маврин Александр Иванович — Герой Российской Федерации — участок №17
- Дорофеев Анатолий Васильевич — Герой Российской Федерации — участок №25
- Сахаров, Алексей Фёдорович, (30.03.1912—28.07.1971) — участник Великой Отечественной войны и Советско-японской войны, кавалер ордена Славы трёх степеней[1].